# Arcear, Vidin
Arcear (în bulgară Арчар) este un sat în comuna Dimovo, regiunea Vidin,  Bulgaria. 

## Obiective turistice
La 27 km de Vidin și 30 km de Lom se află, pe malul drept al Dunării, satul comunei Dimovo, Arcear. În apropierea cestuia se află situl antic al celebrei Colonia Ulpia Traiana Ratiaria, capitala romană a provinciei Moesia. Vestigii antice, descoperite aici, se pot vedea atât amplasate în perimetrul satului Arcear, cât și la Muzeul de Istorie din Vidin. Situația sitului arheologic este tragică, căutătorii de comori făcând, de-a lungul vremii, săpături haotice și răvășind terenul. (Despre Ratiaria a se vedea și articolul: "Some Notes on the Topography of Ratiaria".
"Un rol deosebit în viața daco-romanilor din Dacia Ripensis, respectiv a vechilor ținuturi unde locuiesc azi românii din regiunea Vidin și Timoc, l-a avut capitala provincială Ratiaria (azi Arciar - în Bulgaria). Ratiaria a fost colonie a împăratului Traian în Moesia Superioară, situată pe drumul roman care mergea în dreapta Dunării, de la Singidunum la Oescus și Durostorum. Ratiaria a fost proclamată capitală a Daciei Ripensis după anul 271, în timpul domniei lui Lucius Domitius Aurelianus (270-275), fost comandant al cavaleriei imperiale de la Dunăre, așadar un bun cunoscător al realităților locului, unul dintre cei mai mari împărați romani, proclamat, nu întâmplător, Restitutor orbis (restaurator al lumii) și Pacator orbis (pacificator al lumii). La Ratiaria și-a avut unul din sediile sale Legiunea a XIII-a Gemina." (Mihail Diaconescu, Strivirea etnică a românilor de la sud, 1994, p. 363-364).

## Demografie
Componența etnică a satului Arcear
     Bulgari (79,11%)
     Romi (19,45%)
     Nicio identificare (0,84%)
     Altele (0,59%)
La recensământul din 2011, populația satului Arcear era de 2.370 locuitori. Din punct de vedere etnic, majoritatea locuitorilor (79,11%) erau bulgari, cu o minoritate de romi (19,45%). Pentru 0,84% din locuitori nu este cunoscută apartenența etnică.